# Sebastián Beccacece
Sebastián Andrés Beccacece (Rosario, Argentina, 17 de diciembre de 1980) es un entrenador de fútbol argentino. Actualmente dirige a la Selección Ecuatoriana de Fútbol.   

## Trayectoria

### Inicios
Beccacece no llegó a ser futbolista profesional, solo jugó de forma amateur en la posición de lateral derecho. Luego de unos años decidió dejar la práctica y estudiar para convertirse en técnico. Su primera oportunidad profesional como DT llegó en la década de 2000, cuando fue contratado por el Club Renato Cesarini para que dirigiera las categorías juveniles en 1999 y 2000.

### Como ayudante técnico
A fines de 2002, Claudio Vivas, quien fue asistente de Marcelo Bielsa cuando dirigía la selección argentina, presentó a Jorge Sampaoli y Beccacece en una reunión —entonces, Sampaoli dirigía Sport Boys y estaba buscando un ayudante—. En la temporada 2003-04, con 22 años, viajó a Perú para incorporarse al club. Beccacece estuvo cinco años en ese país asistiendo a Sampaoli, colaborando en su paso por el mencionado Sport Boys, Coronel Bolognesi, Sporting Cristal y el Club Deportivo O'Higgins de la Primera División de Chile, en la que estuvieron hasta mediados de 2009. En julio de 2010, después de la Copa Mundial de Fútbol, Beccacece recibió una llamada de Bielsa, quien le ofreció trabajo como uno de sus asistentes en la selección chilena. Debido a su lealtad con Sampaoli, Beccacece rechazó la oferta y se mantuvo como su asistente en Emelec.

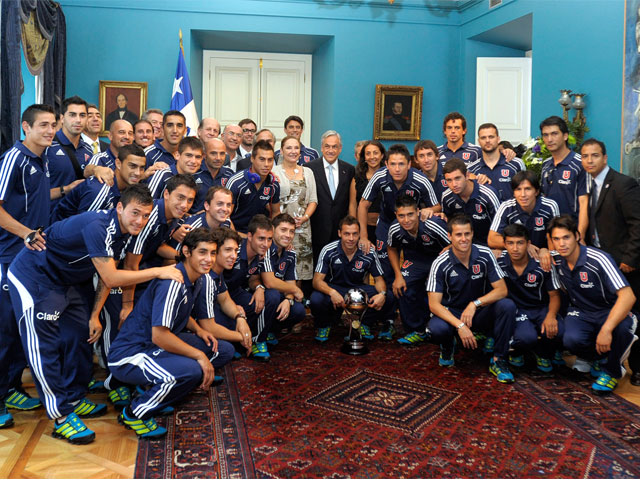
Beccacece junto al plantel de la «U» campeón de la Copa Sudamericana 2011, siendo recibidos por el entonces presidente Sebastián Piñera en el Palacio de La Moneda.

Cuando a Sampaoli se le ofreció el puesto de director técnico de Universidad de Chile a fines de 2010, Beccacece continuó siendo su asistente. Al llegar obtuvieron su primer título, el Apertura 2011, tras haber llegado en segundo lugar en la fase regular, y prosperar en los playoffs, la superación de un resultado adverso 0-2 obtenido en la ida de la final y ganar 4-1 en el partido de vuelta. Luego de eso siguieron el torneo Clausura 2011 y la Copa Sudamericana —tres torneos en un año—, algo inédito tanto para el club como para Chile, ya que nunca un club chileno había logrado obtener tres títulos en un año. En el Torneo Clausura 2011, la U ganó los nueve primeros partidos del torneo, superando al Ballet Azul (que ganó los siete primeros del año 1964), siendo invictos hasta la vuelta de la semifinal de los play-offs, perdiendo 2-1 como local frente a Universidad Católica, aunque aun así clasificó a la final del torneo (ganaron 2-1 en la ida) por empatar 3-3 en el marcador global y clasificar por estar mejor posicionado en la fase regular. Mientras que en la Copa Sudamericana 2011, el club jugó 12 partidos, de los cuales 10 fueron ganados, 2 empatados, y 0 perdidos, siendo campeón invicto y el mejor campeón de torneos Conmebol de la historia (hasta el momento aún se mantiene el récord). Al año siguiente le ganaron a O'Higgins en la final del Apertura 2012 por definición a penales, obteniendo el tricampeonato. El club también realizó una buena campaña en la Copa Libertadores 2012, llegando a la semifinal eliminando a Peñarol, Godoy Cruz (a estos dos en fase de grupos), Sociedad Deportivo Quito en octavos de final, y Libertad en cuartos, aunque cayó con Boca Juniors.
Como parte del cuerpo técnico de Sampaoli, asumió como su ayudante en la selección chilena de fútbol el 3 de diciembre de 2012, y dio por finalizada dicha etapa tras el partido de las eliminatorias rumbo a la Copa Mundial de Fútbol de 2018 ante Uruguay en Montevideo el 17 de noviembre de 2015. En su rol de coordinador, con el conjunto trasandino consiguió una destacada participación en la Copa Mundial de 2014 celebrada en Brasil, cuando la Roja obtuvo una victoria por 2-0 ante la selección española en fase de grupos, entonces la vigente campeona, aunque posteriormente fueron eliminados en los octavos de final por el anfitrión en los penales 3-2. Posteriormente, también con la selección de Chile, logró la Copa América 2015, siendo campeón de dicho torneo al derrotar en la final a su país natal, Argentina, en los tiros desde el punto penal por 4-1.
Luego de un periodo como entrenador en Universidad de Chile y Defensa y Justicia de Argentina, Beccacece retorna a ser ayudante técnico de Jorge Sampaoli a mediados de 2017, en esta ocasión, en la selección argentina de fútbol, siendo uno de sus acompañantes (junto a Lionel Scaloni) en la Copa Mundial de 2018 celebrada en Rusia que disputó La Albiceleste. Dejó su puesto tras la eliminación de Argentina ante Francia por 4-3 en los octavos de final para firmar un nuevo contrato con Defensa y Justicia.

### Como entrenador

#### Universidad de Chile
Luego de algunos acercamientos previos con el club y después de poner fin a sus años de contrato restantes como asistente técnico de Jorge Sampaoli en la selección chilena, Beccacece apareció dirigiendo a Universidad de Chile el 21 de diciembre de 2015, en sustitución del uruguayo Martín Lasarte, el cual en ese entonces aún cumplía sus funciones finales como entrenador del club mientras Beccacece mantenía reuniones con dirigentes del club laico y tomaba sus primeras decisiones como entrenador.
Por otro lado, su llegada al club tampoco estuvo libre de polémica, esto ya que el Consejo de Presidentes de la ANFP determinó que Beccacece tendrá que pagar la cláusula de salida si quiere iniciar un contrato con el cuadro azul. Eso sí, los representantes de los clubes decidieron entregar algunas facilidades para que Beccacece pueda cancelar la cifra que originalmente ascendía a 2,3 millones de dólares. Tendría que renunciar a los 800 mil dólares que iba a recibir por concepto de premios en la selección y que la «U» renuncie a los 500 mil dólares que le debe la federación chilena por la salida del entonces entrenador de la «U», Jorge Sampaoli, en 2013.
Finalmente, el 11 de enero de 2016, Beccacece es oficializado como el nuevo entrenador de la «U», siendo así la primera experiencia oficial como entrenador de fútbol en su carrera.
El 24 de enero, en la 2.ª fecha del Torneo de Clausura, desde su debut en esta competición en el banco (el cual fue un empate 1-1 como visitante ante Deportes Antofagasta), Beccacece impresionó con una contundente victoria 8-1 sobre O'Higgins como local en el Estadio Nacional. Después de la gran victoria, sin embargo, el equipo cosechó tres empates y una derrota ante Palestino (2-1). Durante los primeros días de febrero, el equipo fue eliminado en la primera fase de la Copa Libertadores 2016 ante el River Plate uruguayo —equipo debutante en copa—, hecho que significó su primer fracaso y ser el blanco de las críticas de la prensa y los seguidores del equipo. El 28 de febrero, la victoria como visitante 4-1 sobre Cobresal fue un bálsamo para el momento del equipo. Después de un empate 0-0 con Unión Española y dos derrotas (3-1 ante Universidad de Concepción como local y 5-4 frente a Santiago Wanderers en calidad de visitante) el equipo volvió a empatar, esta vez en el clásico del fútbol chileno como locales ante Colo-Colo, nuevamente sin goles, donde fueron criticados ambos equipos por su nivel de juego. Por último, Beccacece terminó en el 10.º lugar del torneo con tres victorias, siete empates y cinco derrotas y su continuidad fue fuertemente cuestionada durante el tiempo de para de fútbol que hubo debido a la Copa América Centenario.
Sin embargo, el 11 de mayo de 2016, el presidente de Universidad de Chile, Carlos Heller confirmó la continuidad de Beccacece, además de la contratación de también argentino Luís María Bonini como preparador físico adicional y una importante inversión en la posterior llegada de once nuevos jugadores para reforzar el plantel.
Luego de una pretemporada de seis partidos amistosos de cara al Torneo de Apertura (la cual dejó como resultado tres victorias, dos empates y solo una derrota) el equipo volvió a ver la irregularidad al comenzar perdiendo en la 1.ª fecha del torneo por 1-0 ante Santiago Wanderers en Valparaíso y después empatar 1-1 ante Deportes Antofagasta como locales el 7 de agosto, fecha en que nuevamente fue interrogada su continuidad. Sin embargo, él volvió a la victoria, llegando a dos triunfos consecutivos ante San Luis de Quillota (4-2) y la Universidad de Concepción (3-1), racha que esta vez vio su fin el 27 de agosto después de ser derrotado 3-0 por Universidad Católica en el clásico universitario. Cabe destacar que en ese partido Beccacece pateó un congelador de bebidas isotónicas ubicado a un costado del banco de suplentes durante el momento en que el árbitro Roberto Tobar cobró el penal que finalmente fue el tercer gol a favor de la «UC».
El 15 de septiembre sumó otro fracaso al perder nuevamente ante Universidad Católica (2-1) en Concepción, esta vez con la Supercopa de Chile 2016 en juego; lo cual detonó finalmente su desvinculación de la institución el 17 de septiembre previo acuerdo con la dirigencia. Su último partido dirigiendo el cuadro azul fue el 21 de septiembre ante Deportes Iquique, en el empate 1-1 por el partido de ida de octavos de final de Copa Chile 2016.
Beccacece deja el club luego de conseguir bajo su gestión uno de los más bajos rendimientos en la historia de la «U», irregular idea de juego, polémicas, problemas judiciales e indisciplinas.

#### Defensa y Justicia
Beccacece se transformó en el entrenador de Defensa y Justicia, que en 2014 logró su ascenso a la Primera División de Argentina. Fue presentado como nuevo director técnico del equipo el 16 de noviembre de 2016, tras la renuncia de Ariel Holan, donde declaró en conferencia de prensa que quería seguir la misma línea que su antecesor, que había conseguido la clasificación a la Copa Sudamericana 2017 en el anterior temporada al dejarlo octavo en la tabla general, siendo el segundo clasificado después de Independiente; esta era la primera participación del club a nivel internacional. Beccacece también llegaba con la difícil tarea de repuntar al equipo para asentarlo definitivamente en la categoría, que en el entonces corriente torneo marchaba vigésimo-quinto.
Beccacece tuvo su estreno doce días después, el 28 de noviembre, en un partido por el campeonato local ante Patronato, donde su equipo cayó agónicamente por 1-2. Logró su primera victoria ante Rafaela el 3 de diciembre, por 1-0, luego derrotó a Arsenal por 2-0 el 12 de diciembre, y cierra el año con otro triunfo ante Estudiantes de La Plata por 2-1. 
Defensa y Justicia, con Beccacece en el banco, resumió su actividad en enero de 2017 con una goleada 4 a 0 sobre All Boys. El invicto se mantuvo, con victorias frente a Guayaquil City de Ecuador (2-1), Vélez (3-2), Gimnasia y Esgrima La Plata (1-0), Tigre (1-0), Lanús (2-0), pero que se cortó con una derrota ante Ferro (1-3), seguido de un empate 2-2 con Arsenal. Defensa disputó su primer encuentro oficial el 11 de marzo contra Newell's, al que le ganó por 1-0, pero en las próximas fechas sufrió dos caídas consecutivas ante Huracán (0-2), y Boca Juniors (0-1), respectivamente. El 5 de abril, dirigió su primer cotejo internacional como técnico del Defe por la primera ronda de Copa Sudamericana ante São Paulo Futebol Clube de Brasil en el Estadio Norberto Tomaghello, donde actuando de local, su equipo logró un empate sin goles (0-0). 
Posteriormente cosechó empates por torneo local ante Olimpo (1-1) y Godoy Cruz (0-0), y victorias sobre Unión (2-0), Lanús (1-0), y Belgrano (1-0). El 11 de mayo, en el partido de vuelta por Copa Sudamericana, Beccacece logra un hito histórico con Defensa y Justicia, al conseguir eliminar a São Paulo FC en el Estadio Morumbi con un empate 1 a 1, pasando a la siguiente fase por el valor de gol de visitante. Continuó con triunfos por Primera División ante Tigre (1-0), Atlético Tucumán (3-0), Temperley (3-2), Gimnasia (1-0), y dos frente a Quilmes (ambos por 2-0), aunque cayó ante Independiente (2-1), y Sarmiento (0-1). 
Beccacece luego dio otro batacazo en el partido de ida por la segunda ronda de Copa Sudamericana al conseguir derrotar a otro cuadro brasileño, Chapecoense, por 1-0. Este fue el último partido de Beccacece como entrenador de Defensa y Justicia, habiendo sido convocado por Jorge Sampaoli para ser nuevamente su ayudante técnico en la selección argentina. 
En este periodo, los números de Beccacece fueron muchos mejores, logrando 17 victorias, 3 empates, y 6 derrotas, con un total de efectividad del 73 %. Tras marcharse del club con una gran imagen entre los simpatizantes de Defensa y Justicia, fue reemplazado por Nelson Vivas.

#### Selección argentina sub-20
Al mismo tiempo que volvió a ser ayudante de campo de Jorge Sampaoli, Beccacece continuó su experiencia como entrenador en la selección sub-20 de Argentina, preparando a los juveniles para disputar el torneo internacional de L'Alcudia pasado la Copa Mundial de Fútbol de 2018 mientras que la selección mayor no tuviera actividad, aunque no alcanzó a dirigirla en el mismo debido a su eventual renuncia tras la eliminación de Argentina en el Mundial. Fue sustituido por Lionel Scaloni.

#### Vuelta a Defensa y Justicia (2018-2019)
Luego del Mundial de Rusia 2018, se logró la vuelta de Sebastián Beccacece al primer equipo. En la primera fecha del torneo contra Lanús, Defensa y Justicia dio muestras de como sería su desempeño en el torneo; luego de comenzar dos tantos abajo en el marcador, empató el partido sobre el final con dos goles de Nicólas Fernández. En la siguiente fecha, luego de comenzar abajo en el marcador, empató el partido con un tanto de Alexander Barboza. Logró importantes triunfos de visitantes contra Independiente, Rosario Central y Godoy Cruz, Defensa y Justicia se fue acomodando de a poco en el campeonato. Luego de una interrupción en el torneo (fecha 8 contra River Plate), Defensa y Justicia enfrentó a Talleres de Córdoba, al cual venció por un resultado de 2 a 0. De a poco, el grupo fue demostrando que estaba para cosas importantes, otro triunfo importante se dio contra San Martín de San Juan, sobre la hora con gol de Marcelo Larrondo. Después de cosechar otros puntos a través de dos triunfos (contra Vélez y Tigre) y dos empates (versus Newell´s y Huracán), se enfrentó en la última fecha con Colón de Santa Fe. El partido se definió en el primer tiempo: a los tres minutos, Ciro Rius, marcó el 1 a 0 para Defensa y Justicia, luego, hizo circular la pelota hasta la llegada del segundo gol, que se concretó a los 30 minutos a través de Ignacio Aliseda. En el segundo tiempo, se remató el partido a través de Gastón Togni. De esta forma, Defensa y Justicia cerró un gran semestre, invicto (no perdió en la Superliga 18-19) y escoltando en el campeonato a Racing Club.
En la reanudación del partido, Defensa y Justicia continuó su buen andar en la Superliga, ganádole a River 1-0 en el Monumental y sobre la hora a equipos como San Lorenzo de Almagro (1-0), Banfield (3-2 con 3 goles de Uvita Fernández), Argentinos Juniors (2-1 dándo vuelta el resultado a 5 segundos del final) y a Aldosivi (2-1 con gol de Matías Rojas) que lograron posicionarlo como líder compartido con Racing por 2 semanas seguidas. Sin embargo el desgaste de la Copa Sudamericana sumada a las derrotas con Boca Juniors (donde perdió el invicto de la Superliga) y Patronato (0-2) fueron factores fundamentales para que el sueño de conseguir el campeonato se esfumara. En la fecha 24, empató sobre la hora con Unión de Santa Fe, con el gol del paraguayo Rojas, pero no le fue suficiente ya que Racing había empatado ante Tigre y le sacó 4 puntos de diferencia sobre los 3 que quedaban en juego. Pero por otra parte para completar el mejor año de su historia, empató 1-1 con el campeón, Racing Club, donde logró el subcampeonato y clasificó a la Copa Libertadores por primera vez en su historia.

#### Independiente
El 7 de junio de 2019 se hizo oficial la llegada de Beccacece a la dirección técnica de Independiente, firmando un contrato por una temporada luego de una muy buena temporada en Defensa y Justicia, en la cual el equipo había salido subcampeón de la Superliga Argentina. Renunció el 26 de octubre de 2019 de común acuerdo con los dirigentes del club. Dirigió a Independiente en 16 oportunidades con 8 triunfos, 1 empate y 7 derrotas, mostrando un juego irregular, contrario a las expectativas que había mostrado su anterior temporada con Defensa y Justicia.

#### Racing Club
A fines de diciembre de 2019 y tras la consagración de Racing Club en el Trofeo de Campeones, se hizo oficial la llegada de Beccacece al equipo, confirmado por su presidente, Víctor Blanco y el mánager deportivo del club, Diego Milito. Fue presentado a inicios de enero de 2020 para comenzar a ejercer su cargo como director técnico de Racing en la pretemporada para la vuelta de la Superliga y jugar la Copa Libertadores. 
Su primer partido al mando de Racing fue ante Atlético Paranaense, en el amistoso por la Copa de San Juan, partido que terminó empatado 2-2 y en el cual Racing ganó en la tanda de penales por 4-3 y conquistando así, la mencionada copa.
Inició su era oficialmente en el club contra Atlético Tucumán en el empate 1-1, donde el equipo mostró una aceptable idea de juego (gol de Mauricio Martínez para Racing). En su segundo partido mostró un juego muy irregular y consiguió un empate contra Argentinos Juniors en un marcador de 1-1 (gol de Tiago Banega). El 9 de febrero de 2020, fue partícipe de un partido épico frente a su exclub, Independiente de Avellaneda, donde su equipo ganó el Clásico de Avellaneda con 9 jugadores (por la expulsión de Gabriel Arias y Leo Sigali) frente a la superioridad numérica de Independiente con gol de Marcelo Díaz. En el partido siguiente, visitando a Colón de Santa Fe, su equipo mostró un gran juego, pero volvió a empatar 1-1 (gol de Matías Zaracho). En el clásico contra San Lorenzo de Almagro, Racing volvió a la victoria en un gran partido (gol de Mauricio Martínez) saliendo victorioso 1-0 en el Nuevo Gasómetro. En la fecha 22 recibió de local a Newell's en el Cilindro de Avellaneda, empatando 1 a 1 con gol de Leonel Miranda para Racing y de Sebastian Palacios para Newell's. En final del torneo, debió enfrentar de visitante a Estudiantes de La Plata, mejorando su idea de juego y estableciendo el nuevo carácter de Racing Club, donde gana el partido por 2 a 1 con tantos de Hector Fertoli y Jonathan Cristaldo. El Racing de Beccacece terminó la Superliga Argentina en cuarta posición con 39 puntos.
Por el ámbito internacional, su equipo comenzó mostrando carácter en la Copa Libertadores 2020 frente a Estudiantes de Mérida al dar vuelta el partido luego de ir perdiendo 1-0 (victoria 2-1 con goles de Nicolás Reniero y Matías Zaracho). En la fecha siguiente, con una idea de juego bien asentada gana por la mínima ante Alianza Lima (1-0, con gol de Nicolás Reniero).
Por la Copa de la Superliga 2020, su equipo empezó perdiendo con Aldosivi 2 a 0 antes de los 15 minutos de juego, pero terminó ganando en la última jugada del partido por 4 a 3, desatando la euforia del técnico.
Tras la reanudación de los torneos en el mundo (debido al enfrentamiento contra la pandemia por coronavirus y las medidas sanitarias tomadas por el gobierno de Alberto Fernández) el equipo de Becaccece empezó con su primera derrota frente a Nacional de Uruguay por la Copa Libertadores. Sin embargo, el equipo lograría las victorias de visitante frente al mencionado equipo uruguayo (2-1), Alianza Lima (2-0) y Estudiantes de Mérida (2-1) quedando segundos en el grupo por diferencia de gol frente a la igualdad de puntos con Nacional.
En la Copa Diego Armando Maradona 2020 (torneo organizado por la Liga Profesional de Fútbol), Racing salió sorteado en el Grupo 1 con Atlético Tucumán, Unión de Santa Fe y Arsenal de Sarandí. El andar del equipo fue pésimo, perdió ambos partidos frente  Atlético Tucumán (4-1 en Avellaneda, 2-0 en Tucumán), Arsenal de Sarandí (2-0 en Avellaneda y 1-0 en Sarandí), y con Unión (2-0 en Santa Fe), su único triunfo fue en Avellaneda (1-0) con el equipo santafesino, quedando último en el grupo y relegado a jugar la fase complementación del torneo. En ella, perdió el primer encuentro (luego de ir ganado 1-0 con gol de Tiago Banega) por 2 a 1 contra Vélez Sarsfield. Mientras tanto, en la máxima competencia internacional, dio la sorpresa al eliminar al campeón de la edición anterior, el Flamengo, al empatar el marcador en Avellaneda y en el Maracaná por 1 a 1 en ambos encuentros (goles de Héctor Fértoli y Leonardo Sigali) y derrotarlos en la tanda de penales, avanzando a cuartos de final de la Copa Libertadores donde su equipo salió victorioso 1-0 en Avellaneda ante Boca Juniors. sin embargo y pese a la victoria en el partido de ida contra Boca Juniors, perdería el partido de vuelta 2-0 y quedaría eliminado de la Copa. El 26 de diciembre a las 11 hs. anunció su salida de Racing Club una vez que finalice la Copa Diego Maradona, acompañando la salida del mánager Diego Milito.
Días después tuvo su mayor victoria en el club al golear 6 a 1 a Godoy Cruz de Mendoza (luego de ir perdiendo 1-0), con goles de Lorenzo Melgarejo —marcando 3 goles—, Matías Rojas —2 goles— y Héctor Fértoli. Su equipo obtendría un empate frente a Central Córdoba de Santiago del Estero (2-2, goles de Matías Rojas y Lorenzo Melgarejo) donde se quedaría fuera de pelea por un lugar en la final de la fase complementación. El último partido que dirigió al equipo académico fue frente a Newell's Old Boys de Rosario, por la fecha 5 de la fase complementación de la mencionada copa. Su equipo salió victorioso revirtiendo el resultado (luego de ir 1-0 abajo) por 3 a 1 (goles de Fértoli -2- y el primer y único gol de Lisandro López bajo su mando).

#### Tercer ciclo en Defensa y Justicia
El 15 de febrero de 2021, Defensa anunció oficialmente en sus redes sociales que Beccacece sería el nuevo entrenador del club, reemplazando al campeón de la Copa Sudamericana Hernán Crespo. El 16 de febrero, Beccacece firmó el contrato y comenzó oficialmente su tercer ciclo como entrenador del equipo de Varela.
Debutó el 20 de enero por la Copa de la Liga en la derrota 2-1 contra Lanús. El 7 de abril el equipo de Beccacece jugó ante Palmeiras el partido de ida de la Recopa Sudamericana 2021, donde cayó derrotado por 2-1 como local. El 14 de abril se jugó el partido de vuelta en donde Defensa ganó 2-1, empatando así la serie y resultando ganador por penales. Defensa y Justicia conquistó la Recopa, siendo este el primer título oficial como entrenador.
El 11 de septiembre del 2022, Beccacece decidió dejar de ser el entrenador de Defensa y Justicia, a pesar de haber confirmado que iba a seguir en el cargo hasta el final del campeonato.

#### Elche
El 21 de marzo de 2023, Beccacece fue oficializado como nuevo entrenador del Elche hasta el final de la temporada 2023-24. Tras estar 1 año, 2 meses y 5 días al mando del club, el 26 de mayo de 2024 Sebastián Beccacece anunció que dejaría de ser DT del Elche tras quedarse sin chances de ascender a LaLiga cuando cayeron derrotados 2-1 ante Eldense con tantos de Juan Tomás Ortuño Martínez y David Timor para el Deportivo y con el descuento en contra de Alejandro Martínez Sánchez a favor de los Ilicitanos, quedándose sin chances de meterse en los playoffs.

#### Selección de Ecuador
El 1 de agosto de 2024, fue anunciado como técnico de la selección de Ecuador. Su contrato es hasta el año 2026. Hasta el 4 de junio de 2025, solo perdió 1-0 en su visita a Brasil, en el primer partido que dirigió. Luego ha sumado empates y victorias, tanto en casa como en condición de visitante.

## Estadísticas como entrenador

### Clubes
| Equipo                       | Div.         | Temporada    | Liga  | Liga | Liga | Liga | Liga |       | Copa | Copa | Copa | Copa  |    | Internacional | Internacional | Internacional | Internacional | Internacional |   | Otros | Otros | Otros | Otros |    | Totales     | Totales | Totales | Totales | Totales | Totales | Totales | Totales | Totales |
| Equipo                       | Div.         | Temporada    | Part. | G    | E    | P    | Pos. | Part. | G    | E    | P    | Part. | G  | E             | P             | Pos.          | Part.         | G             | E | P     | Part. | G     | E     | P  | Rendimiento | GF      | GC      | Dif.    | Ptos.   |         |         |         |         |
| ---------------------------- | ------------ | ------------ | ----- | ---- | ---- | ---- | ---- | ----- | ---- | ---- | ---- | ----- | -- | ------------- | ------------- | ------------- | ------------- | ------------- | - | ----- | ----- | ----- | ----- | -- | ----------- | ------- | ------- | ------- | ------- | ------- | ------- | ------- | ------- |
| Universidad de Chile · Chile | 1.ª          | 2016-C       | 15    | 3    | 7    | 5    | 10.º | 1     | 0    | 1    | 0    | -     | -  | -             | -             | -             | -             | -             | - | -     | 16    | 3     | 8     | 5  | 35.42 %     | 30      | 26      | +4      | 17      |         |         |         |         |
| Universidad de Chile · Chile | 1.ª          | 2016-A       | 6     | 2    | 1    | 3    | Inc. | -     | -    | -    | -    | 2     | 0  | 1             | 1             | 1ªF           | 1             | 0             | 0 | 1     | 9     | 2     | 2     | 5  | 29.63 %     | 9       | 14      | -5      | 8       |         |         |         |         |
| Universidad de Chile · Chile | Total        | Total        | 21    | 5    | 8    | 8    | -    | 1     | 0    | 1    | 0    | 2     | 0  | 1             | 1             | -             | 1             | 0             | 0 | 1     | 25    | 5     | 10    | 10 | 33.33 %     | 39      | 40      | -1      | 25      |         |         |         |         |
| Defensa y Justicia Argentina | 1.ª          | 2016-17      | 20    | 13   | 2    | 5    | 10.º | 1     | 1    | 0    | 0    | 3     | 1  | 2             | 0             | Inc.          | -             | -             | - | -     | 24    | 15    | 4     | 5  | 68.06 %     | 30      | 13      | +17     | 49      |         |         |         |         |
| Defensa y Justicia Argentina | 1.ª          | 2017-18      | -     | -    | -    | -    | -    | 1     | 0    | 1    | 0    | 6     | 3  | 1             | 2             | 1/4           | -             | -             | - | -     | 7     | 3     | 2     | 2  | 52.38 %     | 7       | 4       | +3      | 11      |         |         |         |         |
| Defensa y Justicia Argentina | 1.ª          | 2018-19      | 25    | 15   | 8    | 2    | 2.º  | 3     | 1    | 0    | 2    | 2     | 0  | 0             | 2             | 1ªF           | -             | -             | - | -     | 30    | 16    | 8     | 6  | 62.22 %     | 34      | 25      | +9      | 56      |         |         |         |         |
| Independiente Argentina      | 1.ª          | 2019-20      | 9     | 4    | 1    | 4    | Inc. | 3     | 2    | 0    | 1    | 4     | 2  | 0             | 2             | 1/4           | -             | -             | - | -     | 16    | 8     | 1     | 7  | 52.08 %     | 16      | 18      | -2      | 25      |         |         |         |         |
| Independiente Argentina      | Total        | Total        | 9     | 4    | 1    | 4    | -    | 3     | 2    | 0    | 1    | 4     | 2  | 0             | 2             | -             | -             | -             | - | -     | 16    | 8     | 1     | 7  | 52.08 %     | 16      | 18      | -2      | 25      |         |         |         |         |
| Racing Club Argentina        | 1.ª          | 2019-20      | 7     | 3    | 4    | 0    | 4.º  | 12    | 4    | 2    | 6    | 10    | 6  | 2             | 2             | 1/4           | -             | -             | - | -     | 29    | 13    | 8     | 8  | 54.03 %     | 39      | 34      | +5      | 47      |         |         |         |         |
| Racing Club Argentina        | Total        | Total        | 7     | 3    | 4    | 0    | -    | 12    | 4    | 2    | 6    | 10    | 6  | 2             | 2             | -             | -             | -             | - | -     | 29    | 13    | 8     | 8  | 54.03 %     | 39      | 34      | +5      | 47      |         |         |         |         |
| Defensa y Justicia Argentina | 1.ª          | 2021         | 25    | 13   | 8    | 4    | 2.º  | 15    | 4    | 4    | 7    | 8     | 2  | 3             | 3             | 1/8           | 2             | 1             | 0 | 1     | 50    | 20    | 15    | 15 | 50 %        | 73      | 59      | +14     | 75      |         |         |         |         |
| Defensa y Justicia Argentina | 1.ª          | 2022         | 18    | 4    | 7    | 7    | Inc. | 18    | 9    | 4    | 5    | 6     | 1  | 1             | 4             | FG            | -             | -             | - | -     | 42    | 14    | 12    | 16 | 42.85 %     | 53      | 56      | -3      | 54      |         |         |         |         |
| Defensa y Justicia Argentina | Total        | Total        | 88    | 45   | 25   | 18   | -    | 38    | 15   | 9    | 14   | 25    | 7  | 7             | 11            | -             | 2             | 1             | 0 | 1     | 153   | 68    | 41    | 44 | 53.37 %     | 197     | 157     | +40     | 245     |         |         |         |         |
| Elche · España               | 1.ª          | 2022-23      | 12    | 3    | 3    | 6    | 20.º | -     | -    | -    | -    | -     | -  | -             | -             | -             | -             | -             | - | -     | 12    | 3     | 3     | 6  | 33.33 %     | 11      | 16      | -5      | 12      |         |         |         |         |
| Elche · España               | 2.ª          | 2023-24      | 42    | 16   | 11   | 15   | 11.º | 3     | 2    | 0    | 1    | -     | -  | -             | -             | -             | -             | -             | - | -     | 45    | 18    | 11    | 16 | 48.15 %     | 48      | 49      | -1      | 64      |         |         |         |         |
| Elche · España               | Total        | Total        | 54    | 19   | 14   | 21   | -    | 3     | 2    | 0    | 1    | -     | -  | -             | -             | -             | -             | -             | - | -     | 57    | 21    | 14    | 22 | 45.03 %     | 59      | 65      | -6      | 76      |         |         |         |         |
| Total clubes                 | Total clubes | Total clubes | 179   | 76   | 52   | 51   | -    | 57    | 23   | 12   | 22   | 41    | 15 | 10            | 16            | -             | 3             | 1             | 0 | 2     | 280   | 115   | 74    | 91 | 49.88 %     | 350     | 314     | +36     | 418     |         |         |         |         |
| 1. 2. 3.                     |              |              |       |      |      |      |      |       |      |      |      |       |    |               |               |               |               |               |   |       |       |       |       |    |             |         |         |         |         |         |         |         |         |

#### Selección
| Ecuador             | 2024-25             | -   | -  | -  | -  | - | 10 | 4  | 5  | 1  | -  | -  | -  | -  | - | 0 | 0 | 0 | 0 | 10  | 4   | 5  | 1  | 56.67 % | 8   | 2   | +6  | 17  |
| Ecuador             | 2025-26             | -   | -  | -  | -  | - | 0  | 0  | 0  | 0  | 0  | 0  | 0  | 0  | - | 0 | 0 | 0 | 0 | 0   | 0   | 0  | 0  | 0 %     | 0   | 0   | +0  | 0   |
| Total selección     | Total selección     | 0   | 0  | 0  | 0  | - | 10 | 4  | 5  | 1  | 0  | 0  | 0  | 0  | - | 0 | 0 | 0 | 0 | 10  | 4   | 5  | 1  | 56.67 % | 8   | 2   | +6  | 17  |
| Total en su carrera | Total en su carrera | 179 | 76 | 52 | 51 | - | 67 | 27 | 17 | 23 | 41 | 15 | 10 | 16 | - | 3 | 1 | 0 | 2 | 290 | 119 | 79 | 92 | 50.11 % | 358 | 316 | +42 | 435 |

#### Resumen por competencias
| Torneo                         | PD  | G   | E  | P  | GF  | GC  | Dif. | Rendimiento | Mejor resultado        |
| ------------------------------ | --- | --- | -- | -- | --- | --- | ---- | ----------- | ---------------------- |
| Primera División de Chile      | 21  | 5   | 8  | 8  | 37  | 35  | +2   | 36.51 %     | 10.º lugar             |
| Primera División de Argentina  | 104 | 52  | 30 | 22 | 132 | 89  | +43  | 59.62 %     | Subcampeón             |
| Segunda División de España     | 42  | 16  | 11 | 15 | 43  | 46  | –3   | 46.83 %     | 11.º lugar             |
| Primera División de España     | 12  | 3   | 3  | 6  | 11  | 16  | –5   | 33.33 %     | 20.º lugar             |
| Copa Chile                     | 1   | 0   | 1  | 0  | 1   | 1   | +0   | 33.33 %     | Octavos de final       |
| Supercopa de Chile             | 1   | 0   | 0  | 1  | 1   | 2   | –1   | 0 %         | Subcampeón             |
| Copa Argentina                 | 12  | 8   | 2  | 2  | 14  | 7   | +7   | 72.23 %     | Cuartos de final       |
| Copa de la Superliga Argentina | 3   | 1   | 0  | 2  | 4   | 6   | –2   | 33.33 %     | Octavos de final       |
| Copa de la Liga Profesional    | 38  | 12  | 9  | 17 | 53  | 58  | –5   | 39.47 %     | Cuartos de final       |
| Copa del Rey                   | 3   | 2   | 0  | 1  | 5   | 3   | +2   | 66.67 %     | Dieciseisavos de final |
| Copa Libertadores              | 20  | 8   | 6  | 6  | 24  | 23  | +1   | 50 %        | Cuartos de final       |
| Copa Sudamericana              | 21  | 7   | 4  | 10 | 21  | 25  | -4   | 39.68 %     | Cuartos de final       |
| Recopa Sudamericana            | 2   | 1   | 0  | 1  | 3   | 3   | +0   | 50 %        | Campeón                |
| Eliminatorias Sudamericanas    | 10  | 4   | 5  | 1  | 8   | 2   | +6   | 56.67 %     | En disputa             |
| Amistosos                      | 0   | 0   | 0  | 0  | 0   | 0   | +0   | 0 %         | +0 PG                  |
| Total                          | 290 | 119 | 79 | 92 | 358 | 316 | +42  | 50.11 %     | 1 Título               |

## Palmarés

### Como entrenador

#### Campeonatos internacionales
| Título              | Club               | Sede   | Año  |
| ------------------- | ------------------ | ------ | ---- |
| Recopa Sudamericana | Defensa y Justicia | Brasil | 2021 |

### Como asistente de entrenador

#### Campeonatos nacionales
| Título           | Club                 | Sede  | Año     |
| ---------------- | -------------------- | ----- | ------- |
| Primera División | Universidad de Chile | Chile | 2011-A  |
| Primera División | Universidad de Chile | Chile | 2011-C  |
| Primera División | Universidad de Chile | Chile | 2012-A  |
| Copa Chile       | Universidad de Chile | Chile | 2012-13 |

#### Campeonatos internacionales
| Título            | Club                 | Sede  | Año  |
| ----------------- | -------------------- | ----- | ---- |
| Copa Sudamericana | Universidad de Chile | Chile | 2011 |
| Copa América      | Selección de Chile   | Chile | 2015 |